# Annequin
Annequin és un municipi francès situat al departament del Pas de Calais i a la regió dels Alts de França. L'any 2007 tenia 2.331 habitants.

## Demografia

### Població
El 2007 la població de fet d'Annequin era de 2.331 persones. Hi havia 823 famílies de les quals 167 eren unipersonals (57 homes vivint sols i 110 dones vivint soles), 230 parelles sense fills, 350 parelles amb fills i 76 famílies monoparentals amb fills.
La població ha evolucionat segons el següent gràfic:
Habitants censats

### Habitatges
El 2007 hi havia 879 habitatges, 848 eren l'habitatge principal de la família, 3 eren segones residències i 28 estaven desocupats. 831 eren cases i 46 eren apartaments. Dels 848 habitatges principals, 412 estaven ocupats pels seus propietaris, 422 estaven llogats i ocupats pels llogaters i 14 estaven cedits a títol gratuït; 25 tenien dues cambres, 107 en tenien tres, 242 en tenien quatre i 474 en tenien cinc o més. 719 habitatges disposaven pel capbaix d'una plaça de pàrquing. A 398 habitatges hi havia un automòbil i a 322 n'hi havia dos o més.

### Piràmide de població
La piràmide de població per edats i sexe el 2009 era:
| Homes | Edats   | Dones |
| ----- | ------- | ----- |
| 0     | 95 o +  | 0     |
| 0     | 90 a 94 | 8     |
| 4     | 85 a 89 | 32    |
| 4     | 80 a 84 | 8     |
| 20    | 75 a 79 | 48    |
| 28    | 70 a 74 | 36    |
| 52    | 65 a 69 | 64    |
| 36    | 60 a 64 | 36    |
| 36    | 55 a 59 | 28    |
| 52    | 50 a 54 | 68    |
| 80    | 45 a 49 | 76    |
| 64    | 40 a 44 | 72    |
| 72    | 35 a 39 | 80    |
| 96    | 30 a 34 | 96    |
| 72    | 25 a 29 | 84    |
| 76    | 20 a 24 | 56    |
| 104   | 15 a 19 | 92    |
| 88    | 10 a 14 | 72    |
| 112   | 5 a 9   | 92    |
| 68    | 0 a 4   | 52    |

## Economia
El 2007 la població en edat de treballar era de 1.527 persones, 1.074 eren actives i 453 eren inactives. De les 1.074 persones actives 908 estaven ocupades (523 homes i 385 dones) i 166 estaven aturades (76 homes i 90 dones). De les 453 persones inactives 105 estaven jubilades, 172 estaven estudiant i 176 estaven classificades com a «altres inactius».

### Ingressos
El 2009 a Annequin hi havia 865 unitats fiscals que integraven 2.385 persones, la mediana anual d'ingressos fiscals per persona era de 14.839 €.

### Activitats econòmiques
Dels 41 establiments que hi havia el 2007, 2 eren d'empreses alimentàries, 6 d'empreses de fabricació d'altres productes industrials, 5 d'empreses de construcció, 16 d'empreses de comerç i reparació d'automòbils, 1 d'una empresa d'hostatgeria i restauració, 1 d'una empresa d'informació i comunicació, 1 d'una empresa financera, 2 d'empreses immobiliàries, 1 d'una entitat de l'administració pública i 6 d'empreses classificades com a «altres activitats de serveis».
Dels 9 establiments de servei als particulars que hi havia el 2009, 1 era un taller de reparació d'automòbils i de material agrícola, 2 paletes, 2 fusteries, 1 lampisteria, 2 perruqueries i 1 saló de bellesa.
Dels 6 establiments comercials que hi havia el 2009, 1 era un hipermercat, 1 una gran superfície de material de bricolatge, 2 fleques, 1 una botiga d'electrodomèstics i 1 una joieria.

## Equipaments sanitaris i escolars
L'únic equipament sanitari que hi havia el 2009 era una farmàcia.
El 2009 hi havia 1 escola maternal i 1 escola elemental.

## Poblacions més properes
El següent diagrama mostra les poblacions més properes.